# Желтозатылочная юхина
Желтозатылочная юхина (лат. Yuhina flavicollis) — вид воробьиных птиц из семейства белоглазковых (Zosteropidae).

## Распространение
Северная Индия, Непал, Бутан, Бангладеш (гималайские леса), Индокитай (Лаос, Мьянма, Таиланд, Вьетнам).

## Биология
Обитает в субтропических и тропических влажных горных лесах. Иногда представителей вида видят охотящимися в группах вместе с другими юхинами и представителями рода Fulvetta, хотя сообщалось и о наблюдениях, в которых эти птицы в некоторых местностях, наоорот, избегали присоединяться к таким межвидовым группам.
В Северной Индии на эту и некоторых других птиц охотятся пастухи.